# Naxoo
Naxoo è un'azienda che fornisce televisione via cavo con sede in Svizzera, di proprietà di 022 Télégenève. La società fornisce anche servizi a banda larga e  di telefonia in Svizzera.
Lanciata a Ginevra nel 1986, Naxoo offre canali televisivi svizzeri e stranieri, sia analogici che digitali, e stazioni radiofoniche (arte, 3sat, Euronews, TV5MONDE, ARD, ORF eins, France 2 e Rai 1, come richiesto dalla legge).